# ناویورنسدورف
ناویورنسدورف (به آلمانی: Neuwernsdorf) یک منطقهٔ مسکونی در آلمان است که در نویهاوزن (زاکسونی) واقع شده‌است. ناویورنسدورف ۱۳۰ نفر جمعیت دارد.